# Lev Artsimovitsj
Lev Andrejevitsj Artsimovitsj (Russisch: Лев Андреевич Арцимович) (Moskou, 25 februari 1909 – aldaar, 1 maart 1973) was een Sovjetfysicus, lid sinds 1953 en bestuurder sinds 1957 van de Russische Academie van Wetenschappen.
Artsimovitsj werkte op het gebied van kernfusie en plasma. Hij wordt ook wel de "vader van de Tokamak genoemd",

## Eerbetuigingen
- Lid van de American Academy of Arts and Sciences in 1966.[2]
- Held van de Socialistische arbeid 1969
- Stalinprijs
- Leninprijs
- De krater Artsimovich op de maan werd naar hem genoemd.